# بايرون نيلسون
بايرون نيلسون (بالإنجليزية: Byron Nelson)‏ هو لاعب غولف أمريكي، ولد في 4 فبراير 1912 في وكساهاتشي في الولايات المتحدة، وتوفي في 26 سبتمبر 2006 في رونوك في الولايات المتحدة.

## وصلات خارجية
- بايرون نيلسون على موقع رابطة لاعبي الغولف المحترفين (الإنجليزية)
- بايرون نيلسون على موقع الموسوعة البريطانية (الإنجليزية)
- بايرون نيلسون على موقع إن إن دي بي (الإنجليزية)